# Tunel Wielki
Tunel Wielki – jaskinia w Ojcowskim Parku Narodowym. Znajduje się w najwyższej części skał Szlachcicowa na lewym zboczu wąwozu Koziarnia, będącego lewym odgałęzieniem Doliny Sąspowskiej. Jaskinia leży około 50 m nad dnem wąwozu w skałce tworzącej wschodnie ograniczenie kulminacji skał. Przebija ją na wylot w kierunku NNW – SEE.

## Opis
Ma postać korytarza o długości 24 m. Tworzą go dwie komory połączone nisko sklepionym przewężeniem. Komora północna ma długość 7 m i szerokość 4 m, południowa ma długość 10 m i szerokość 4–5 m. Prowadzi do niej otwór południowy znajdujący się na niewielkim wypłaszczeniu nad skalistym, stromym stokiem. Początkowo miał on szerokość około 3 m, obecnie jest o połowę węższy, gdyż częściowo został zawalony blokiem skalnym. W odległości około 1,5 m od tego otworu przy zachodniej ścianie jest skalny filar. Otwór północny wyprowadza na niewielkie wypłaszczenie, które od wschodu i północy ograniczone jest ścianą o wysokości kilku metrów.

## Archeologia
W latach 1967–1968 pod kierunkiem Waldemara Chmielewskiego i Stefana Karola Kozłowskiego prowadzono badania archeologiczne. W namulisku wykonano 4 wykopy badawcze o łącznych wymiarach 4 × 6–4,6 m, obejmujące około połowy powierzchni komór. Na ich podstawie rozpoznano pełny profil osadów jaskiniowych.
Wykopy osiągnęły głębokość 4 metrów. W profilu osadów jaskiniowych wyróżniono 14 nawarstwień. Znaleziono około 40 zabytków krzemiennych i liczne fragmenty ceramiki. Na podstawie ceramiki W. Chmielowski określił, że pochodzą one z okresu wczesnowürmskiego i z młodszych okresów prehistorycznych: kultury lendzielskiej, pucharów lejkowatych, ceramiki sznurowej i łużyckiej oraz ze średniowiecza i późniejszych czasów (do XIX wieku).
W roku 2016 pod kierunkiem Michała Wojenki i Jarosława Wilczyńskiego przeprowadzono weryfikacyjne badania wykopaliskowe w komorze południowej. Wykonano jeden wykop sondażowy sięgający spągu jaskini na głębokości 1,1 m. Znaleziono 169 ułamków naczyń glinianych, 5 grudek polepy, 5 wyrobów kościanych, wyrób z muszli, 3 przedmioty kamienne, 13 zabytków krzemiennych oraz 7 wyrobów metalowych. Natrafiono na szczątki kości zwierzęcych i ludzkich. Polepa wykonana z przyniesionej z zewnątrz gliny świadczy o wykorzystywaniu jaskini w celach mieszkalnych. Wśród wyrobów z kości są paciorki, szydło i zawieszka z muszli, wśród kamiennych przęślik, paciorek i niewielki gładzik. Najstarszymi metalowymi przedmiotami są wykonane z brązu groty strzał do łuku. Wśród metalowych przedmiotów są także wczesnośredniowieczne ciężarki ołowiane.
Analiza znalezionych szczątków potwierdziła wcześniejsze ustalenia W. Chmielowskiego i pozwoliła stwierdzić, że jaskinia okresowo zamieszkiwana była w chalkolicie (epoka miedzi), epoce brązu, we wczesnej epoce żelaza, w okresie rzymskim, podczas wędrówki ludów, a także w średniowieczu i czasach nowożytnych.
Osobno poddano analizie szczątki ludzkie – łącznie 257 fragmentów kości. Dominowały fragmenty pochodzące z kończyn dolnych i górnych. Nie pozwalają one na określenie płci. Oszacowano, że kości należały do co najmniej 18 ludzi w wieku od około 6 miesięcy do około 60 lat. Datowanie radiowęglowe dwóch zębów ludzkich ustaliło ich wiek na 4665 ± 35 BP i 4610 ± 30 BP.
W wyniku przebadania szczątków zwierzęcych znalezionych w warstwach badanych przez W. Chmielewskiego przedatowano znalezione przy nich narzędzia. Nowe datowanie wskazuje na 450–550 tys. BP, a zatem Homo heidelbergensis jako ich twórcę, co czyniłoby te szczątki najstarszymi w Polsce.